# District de Glyndŵr
Pour les articles homonymes, voir Glyndŵr.
Le district de Glyndŵr (district of Glyndŵr en anglais) est une ancienne zone de gouvernement local de deuxième niveau du pays de Galles.
Créé au 1er avril 1974 au sein du comté de la Clwyd par le Local Government Act 1972, il est aboli le 31 mars 1996 en vertu du Local Government (Wales) Act 1994. Plusieurs parties de son territoire sont constitutives des comtés du Denbighshire et du Powys ainsi que du borough de comté de Wrexham, institués à partir du 1er avril 1996.

## Géographie
Le territoire du district relève des comtés administratifs de Denbigh et de Merioneth. Au 1er avril 1974, il constitue, avec les districts d’Alyn and Deeside, de Colwyn, de Delyn, de Rhuddlan et de Wrexham Maelor, le comté de la Clwyd, zone de gouvernement local de premier niveau créée par le Local Government Act 1972,.
Alors que le district admet 38 480 habitants au recensement de 1981, 39 973 résidents sont comptabilisés lors du recensement de 1991. La superficie du territoire du district est évaluée à 238 686 acres en 1978,,.

## Toponymie
Simplement défini par un ensemble de territoires par le Local Government Act 1972, le district prend le nom officiel de Glyndŵr en vertu du Districts in Wales (Names) Order 1973, un décret en Conseil du 8 janvier 1973 pris par le secrétaire d’État pour le Pays de Galles,.
Ainsi, le district tient son appellation d’un surnom gallois donné à Owain ap Gruffydd, ultime prince de Galles à la tête d’un soulèvement contre les Anglais au début du XVe siècle.

## Histoire
Le district de Glyndŵr est érigé au 1er avril 1974 à partir des territoires suivants, :
- le borough municipal de Denbigh ;
- le borough municipal de Ruthin ;
- le district urbain de Llangollen ;
- le district rural de Ceiriog ;
- le district rural d’Edeyrnion ;
- le district rural de Ruthin ;
- et le district rural de Wrexham, pour partie (paroisses de Llangollen Rural et de Llantysilio).

Le district est aboli au 31 mars 1996 par le Local Government (Wales) Act 1994, son territoire relevant désormais des comtés du Denbighshire et du Powys ainsi que du borough de comté de Wrexham au sens de la loi.